# Cusset
Cusset là một xã trong tỉnh Allier, thuộc vùng hành chính Auvergne-Rhône-Alpes của nước Pháp, có dân số là 13.385 người (thời điểm 1999). Thành phố nằm ngay cạnh Vichy về phía đông.

## Nhân khẩu học
| 1882  | 1962   | 1968   | 1975   | 1982   | 1990   | 1999   |
| ----- | ------ | ------ | ------ | ------ | ------ | ------ |
| 6 308 | 11.304 | 13.117 | 13.685 | 14.355 | 13.567 | 13.385 |